# Estação José Monteiro
A Estação José Monteiro é uma das estações do VLT da Baixada Santista, situada em São Vicente, entre a Estação Nossa Senhora das Graças e a Estação Itararé. É administrada pela ARTESP.
Foi inaugurada em 6 de junho de 2014. Localiza-se no cruzamento da Avenida Marechal Deodoro com a Avenida Prefeito José Monteiro. Atende o bairro de Boa Vista, situado na Área Insular da cidade.